# Arques (Aveyron)
Arques è un comune francese di 119 abitanti situato nel dipartimento dell'Aveyron nella regione dell'Occitania.

## Società

### Evoluzione demografica
Abitanti censiti